# Інститут біографічних досліджень Національної бібліотеки України імені В. І. Вернадського
Інститу́т біографі́чних дослі́джень Націона́льної бібліоте́ки Украї́ни і́мені В. І. Верна́дського — науково-дослідна інституція, національний центр біографічних досліджень.

## Заснування
Заснований 1 квітня 1994 року як відділ біографічних досліджень Інституту рукопису Національної бібліотеки України імені В. І. Вернадського. Рівно через рік — 1 квітня 1995 року — реорганізований в інститут. Установу було позиціоновано як безпосереднього продовжувача справи Постійної комісії ВУАН для складання Біографічного словника діячів України, що діяла впродовж 1918—1933 років. З початку 21 століття інститут взяв курс на створення національного електронного науково-довідкового ресурсу історико-біографічної інформації — «Українського національного біографічного архіву» (УНБА) — інтегративного вітчизняного науково-інформаційного Інтернет-порталу з біографістики, який поєднував би у собі риси електронної версії масштабного довідкового національного біографічного зводу — Українського біографічного словника, фундаментальної електронної бібліотеки дослідницьких праць, літературних біографічних творів та документальних джерельних видань з української біографістики, генеалогії, геральдики, електронного архіву матеріалів з вітчизняної іконографії, а також дієвого методичного та координаційного інструменту об'єднання і спрямування зусиль дослідників-біографістів з регіонів України та українського зарубіжжя.

## Директори
- Попик Володимир Іванович (з 2003)
- Чишко Віталій Сергійович (1995—2003)

## Структура
- Відділ теорії та методики біобібліографії (завідувач — кандидат історичних наук Любовець Надія Іванівна).
- Відділ формування електронних інформаційних ресурсів (завідувач — кандидат історичних наук Яценко Олег Миколайович).

## Основні напрями діяльності
- Розробка теоретичних і методичних проблем біографістики та біобібліографії як спеціальних історичних дисциплін.
- Вивчення тенденції розвитку вітчизняної біографіки в різні історичні періоди, досвіду формування друкованих та електронних ресурсів біографічної та біобібліографічної інформації.
- Координація досліджень з біографістики в Україні.
- Формування співтовариства вчених з різних академічних установ, університетів, бібліотек, архівів та музеїв України[2][3].

## Бази даних
В інституті створені бази даних біобібліографічної інформації:
- іменний покажчик як основа для створення Українського біографічного словника і тематичних та регіональних біографічних видань (база даних «Алфавітний словник Українського біографічного словника»);
- відомості про дослідників у галузі національної біографістики (база даних «Автори статей до Українського біографічного словника»);
- реєстри джерел біографічних даних (база даних «Джерела національної біографістики»).

Створені бази даних використовуються:
- для проведення біографічних досліджень;
- при підготовці реєстрів імен різних тематичних, регіональних, хронологічних тощо словників, довідників і покажчиків;
- у практичній діяльності, зокрема, в галузях культури, освіти й політики.

## Друкований орган
Друкованим органом Інституту є збірник наукових праць «Українська біографістика = Biographistica Ukrainica»